# Dolores Redondo Meira
Dolores Redondo Meira (Sant Sebastià, Guipúscoa, 1969) és una escriptora basca de novel·la negra, guanyadora de la 65a edició del Premi Planeta.

## Biografia
Va estudiar Dret i Restauració. Va començar en la literatura escrivint relats curts i contes infantils. L'any 2009 va publicar la seva primera novel·la, Los privilegios del ángel, i el gener de 2013 va publicar El guardián invisible, primer volum de l'anomenada «Trilogia del Baztan», seguit al novembre del mateix any per la segona part titulada Legado en los huesos, i acabada al novembre de 2014 amb Ofrenda a la tormenta. La trilogia ha aconseguit vendre més de 400.000 volums i ha estat traduïda a més de 15 idiomes, entre ells el català. El director cinematogràfic de la saga «Millennium» de Stieg Larsson, el suec Peter Nadermann, ha decidit portar la primera novel·la de la trilogia a la pantalla gran. El 2016 va guanyar el 65è Premi Planeta amb el manuscrit de Todo esto te daré, presentat a concurs amb el sobrenom de «Jim Hawkins» i el títol fals de Sol de Tebas.

## Trilogia del Baztan

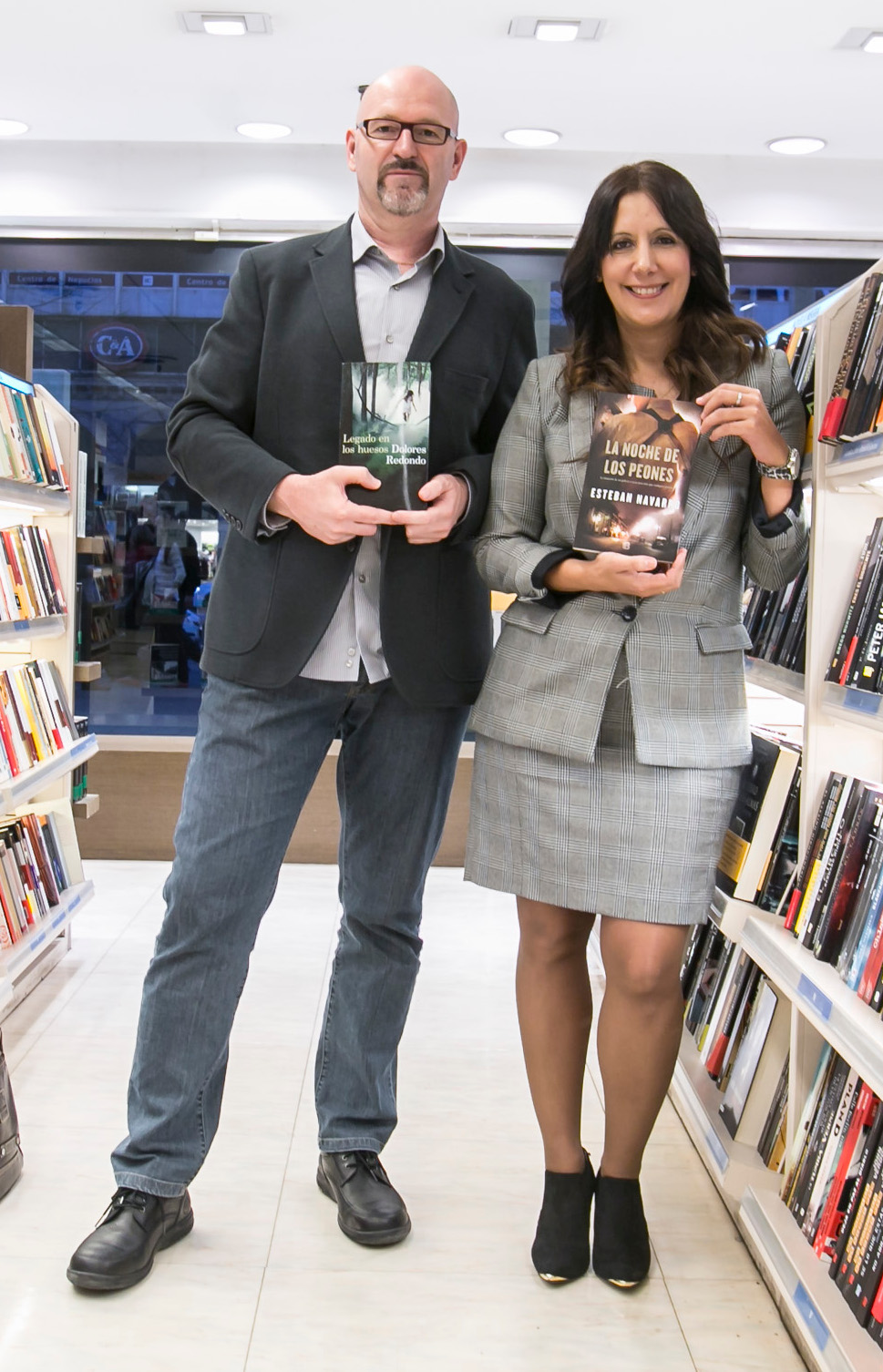
Dolores Rendondo i Esteban Navarro a Saragossa

### El guardià invisible
El primer títol de la «Trilogia del Baztan» s'inicia amb el descobriment, en un marge del riu Baztan, del cos nu d'una adolescent (Ainhoa Elizasu). La inspectora d'homicidis de la Policia Foral de Navarra Amaia Salazar serà l'encarregada de dirigir la recerca, que la farà tornar a Elizondo, el lloc on va néixer i del qual sempre havia volgut fugir.
La història es desenvolupa en dos fronts: el professional, centrat en la resolució d'una sèrie de crims de l'anomenat «assassí del basajaun», i el personal i/o familiar, que en aquest cas passa a ser tan important i sorprenent com el desenllaç de la recerca.

### El llegat dels ossos
Encara que el primer volum va tancar la trama de la investigació de l'«assassí del basajaun», el segon lliurament comença amb el judici contra el padrastre de la jove Johana Márquez, on Amaia és reclamada per la policia, ja que l'acusat acaba de suïcidar-se al lavabo del jutjat i ha deixat una nota dirigida a la inspectora. Una nota amb un sol missatge: «Tartalo». Amaia Salazar haurà de descobrir-ne el significat i al mateix temps coneixerem detalls inquietants del seu passat.

### Ofrena a la tempesta
L'últim lliurament de la «Trilogia del Baztan» s'endinsa en el cas d'un assassí de caràcter mitològic que asfixia nadons. Es va presentar al públic el 25 de novembre de 2014.

## Obres
- Los privilegios del ángel (2009; nova edició el 2013)
- El guardián invisible (2013); edició en català: El guardià invisible, traducció de Laia Font i Núria Garcia. Barcelona: Columna, 2013. ISBN 9788466415897
- Legado en los huesos (2013); edició en català: El llegat dels ossos, traducció de Laia Font i Núria Parés Sellarès. Barcelona: Columna, 2013. ISBN 9788466417891
- Ofrenda a la tormenta (2014); edició en català: Ofrena a la tempesta, traducció de Núria Parés. Barcelona: Columna, 2014. ISBN 9788466419048
- Todo esto te daré (2016); edició en català: Et donaré tot això, traducció de Núria Parés. Barcelona: Columna, 2016. ISBN 9788466421997
- La cara norte del corazón (2019): edició en català: La cara nord del cor. Barcelona: Columna, 2019.
- Esperando al diluvio (2022); edició en català: Esperant el diluvi. Barcelona: Columna, 2022. [[Special:BookSources/	9788466429849|ISBN 	9788466429849]]
- Las que no duermen NASH (2024); edició en català: Les que no dormen NASH. Barcelona: Columna, 2024. [[Special:BookSources/	9788466432696|ISBN 	9788466432696]]

## Txantxigorri
Una de les peculiaritats de les novel·les de Dolores Redondo és que hi apareixen unes postres típiques navarreses, el Txatxingorri, molt populars a la zona i que aquestes novel·les han donat a conèixer fora del territori foral.